# تنظيم سيساك الحزبي الأول
(بالإنجليزية: First Sisak Partisan Brigade)‏ وهي أول تنظيم حزبي مسلح مناهض للفاشية في كرواتيا. وتحديدا غابات بريزوفيكا (بالإنجليزية: Brezovica forest)‏ بالقرب من مدينة سيساك (بالإنجليزية:  Sisak)‏ في كرواتيا، يقال أنه تأسس في 22 حزيران لعام 1941، حيث أطلقت المقاومة ضد الفاشية في كرواتيا تزامن مع غزو ألمانيا النازية للاتحاد السوفياتي بنفس التاريخ.

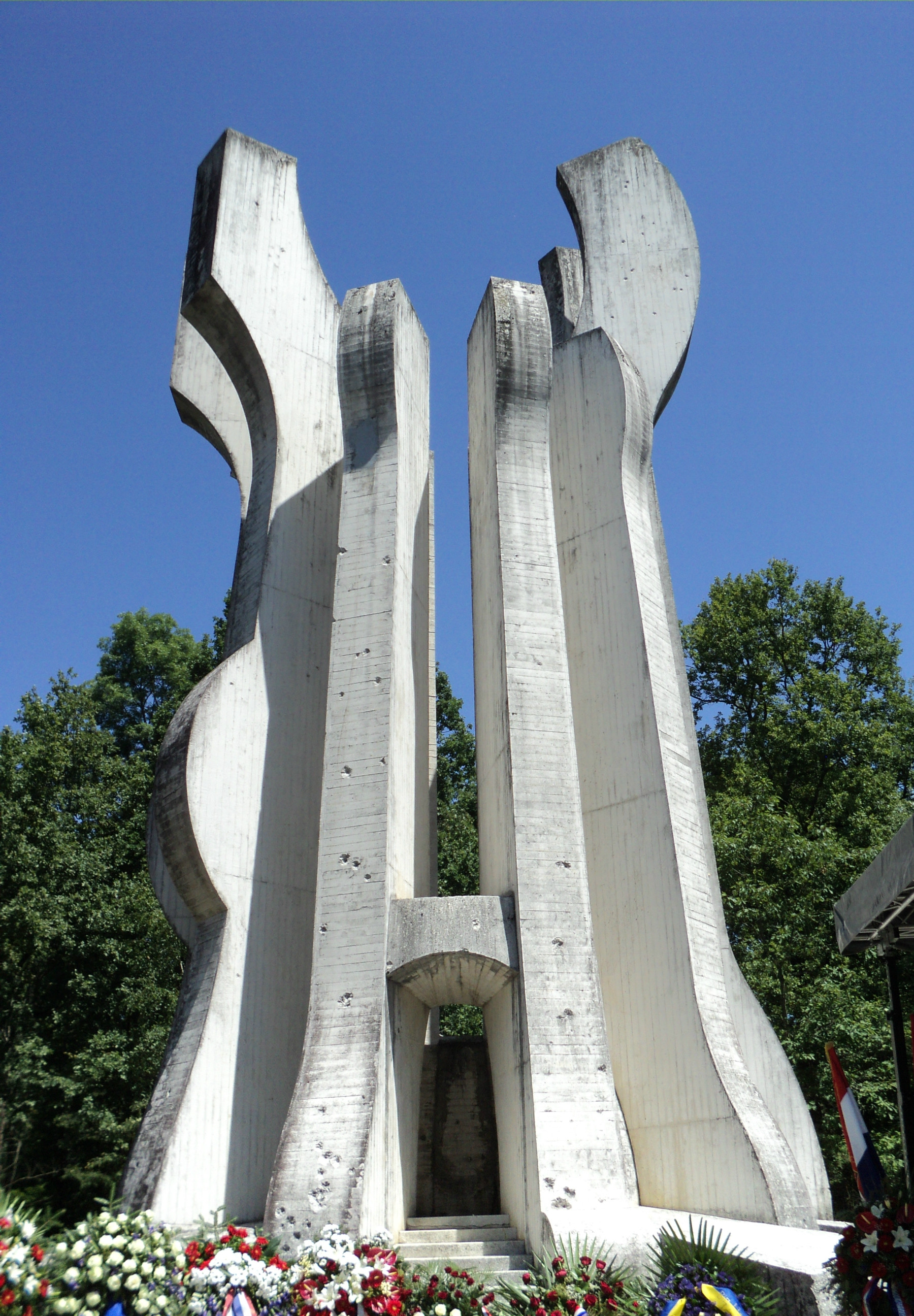

وكان في الكتيبة 79 عضوا، معظمهم من الكروات، باستثناء أمراه صربية بارزه، هي ندى ديميتش ، وكان يقود الكتيبة فلاديمير يانيتش كابة .

وكان هذا الحدث إيذانا ببدء المقاومة المسلحة المناهضة للفاشية في يوغوسلافيا المحتلة. ويحتفل اليوم بيوم 22 حزيران في كرواتيا كل عام باعتباره عطله يطلق عليها عيد النضال المناهض للفاشية.